# دیه‌گو اریولا
دیه‌گو اریولا (انگلیسی: Diego Orejuela؛ ۲۰ ژانویهٔ ۱۹۶۲ – ۲۰ ژوئن ۲۰۲۴) بازیکن فوتبال اهل اسپانیا بود.
از جمله باشگاه‌هایی که وی در آن‌ها بازی کرده‌، می‌توان به باشگاه فوتبال اسپانیول و باشگاه فوتبال سابادل اشاره کرد.
وی همچنین در تیم‌های ملی فوتبال زیر ۱۸ سال اسپانیا، زیر ۲۱ سال اسپانیا و اسپانیا، سابقهٔ بازی دارد.